# コシチュシュコの蜂起

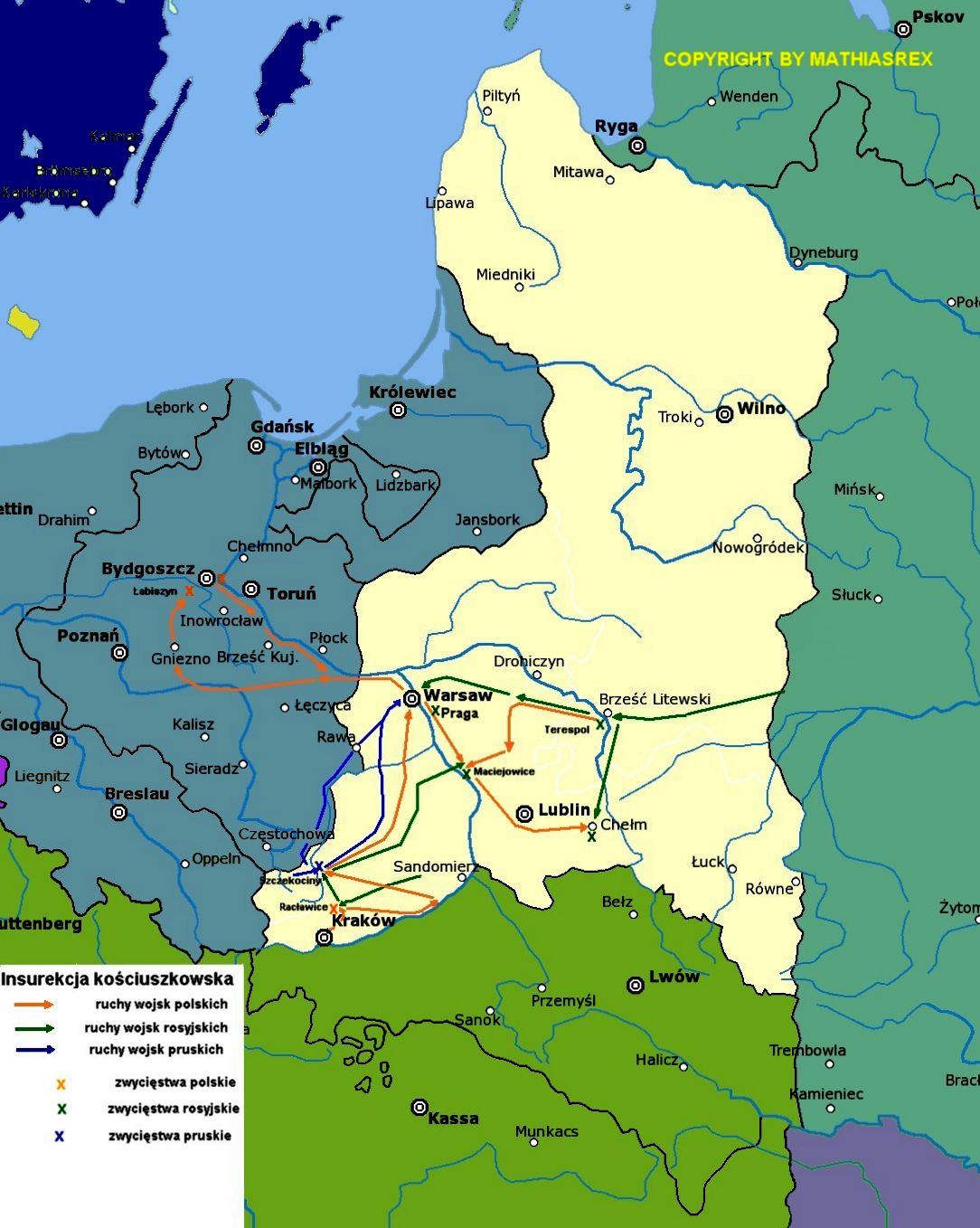
1794年のコシチューシコ（橙）、ロシア軍（緑）、プロイセン軍（青）の進路

コシチュシュコの蜂起（コシチュシュコのほうき、ポーランド語: Insurekcja kościuszkowska）は、1794年にポーランド・リトアニア共和国で発生した、ロシア帝国・プロイセン王国に対する反乱。日本では伝統的にコシューシコの蜂起、コシチューシコの蜂起という表記も用いられる。タデウシュ・コシチュシュコの主導の下、ポーランド・リトアニア共和国の残部とプロイセン領ポーランドで蜂起が起きた。1793年の第二次ポーランド分割によりポーランド支配を拡大するロシア帝国や親露派マグナートによるタルゴヴィツァ連盟と戦い、ポーランド・リトアニア共和国の復興を企図したが失敗に終わった。その結果、ポーランド・リトアニア共和国は最後まで残っていた領土も分割されて滅亡した。

## 背景

### ポーランド・リトアニア共和国の衰退
18世紀前半までに、ポーランド・リトアニア各地はマグナートの手に握られ、また彼らは黄金の自由の時代を通じて得てきた数々の特権を盾に、それを阻害しうるようなあらゆる改革に反対していた。セイムでは自由拒否権の濫用により議会制度が麻痺し、貴族間や外国勢力による買収活動が横行して、1世紀以上にわたりポーランド・リトアニア共和国は国家機能が半ば崩壊した状態が続いていた。
17世紀中盤から共和国の改革を進めようという機運は続いていたが、それは大貴族のみならず、共和国の弱体化を望む周辺諸国にとっても好ましくないことだった。マグナートやシュラフタの軍役回避策が重なって、ポーランド・リトアニア共和国軍はわずか1万6000人にまで減少しており、30万人を擁するロシア軍や、20万人を擁するプロイセン軍・オーストリア軍にとっては格好の餌食であった。

### 改革の試み
1788年から1792年の四年セイムにおいて、改革に向けた大きな動きが持ち上がった。この時、周辺諸国はフランス革命への対処やオスマン帝国との戦争（露土戦争、墺土戦争）に忙殺されており、ポーランドに介入する余裕が無かった。またロシアはスウェーデンとの戦争も同時に抱えていた。1790年3月29日にポーランド・プロイセン同盟を結んでロシアに対する備えとしたポーランドは、1791年5月5日に当時としては極めて先進的な5月3日憲法を採択した。
露土戦争と第一次ロシア・スウェーデン戦争を終わらせたロシア皇帝エカチェリーナ2世は、ポーランドの新たな憲法を、ロシアのポーランドに対する影響力をそぐものとして危険視した。ロシアは、ポーランドを事実上の保護国とみなしていた。ロシアの大臣アレクサンドル・ベズバロートカは、5月3日憲法を知った際に「ありうる限り最悪のワルシャワから届いた。ポーランド王がほとんど主権者になってしまったのだ」と反応している。プロイセンもまたポーランドの新憲法に強く反対していた。ロシアと同様、プロイセンは新憲法の元でポーランドが強大化して脅威となるのを恐れており、外務大臣フリードリヒ・ヴィルヘルム・ヴォン・シューレンブルク・ケーナートは、ポーランドに向け明確かつ率直に、プロイセンは新憲法を支持せず、今後仲介の労を含めて一切ポーランドに支援を行わないと伝えている。プロイセンの政治家エヴァルト・フリードリヒ・フォン・ヘルツベルクは、「ポーランド人は、憲法に投票することでプロイセン王家に"最後の一撃"を与えてきた」と述べ、ヨーロッパの保守主義者たちの恐怖を代弁している。

### 第二次ポーランド分割

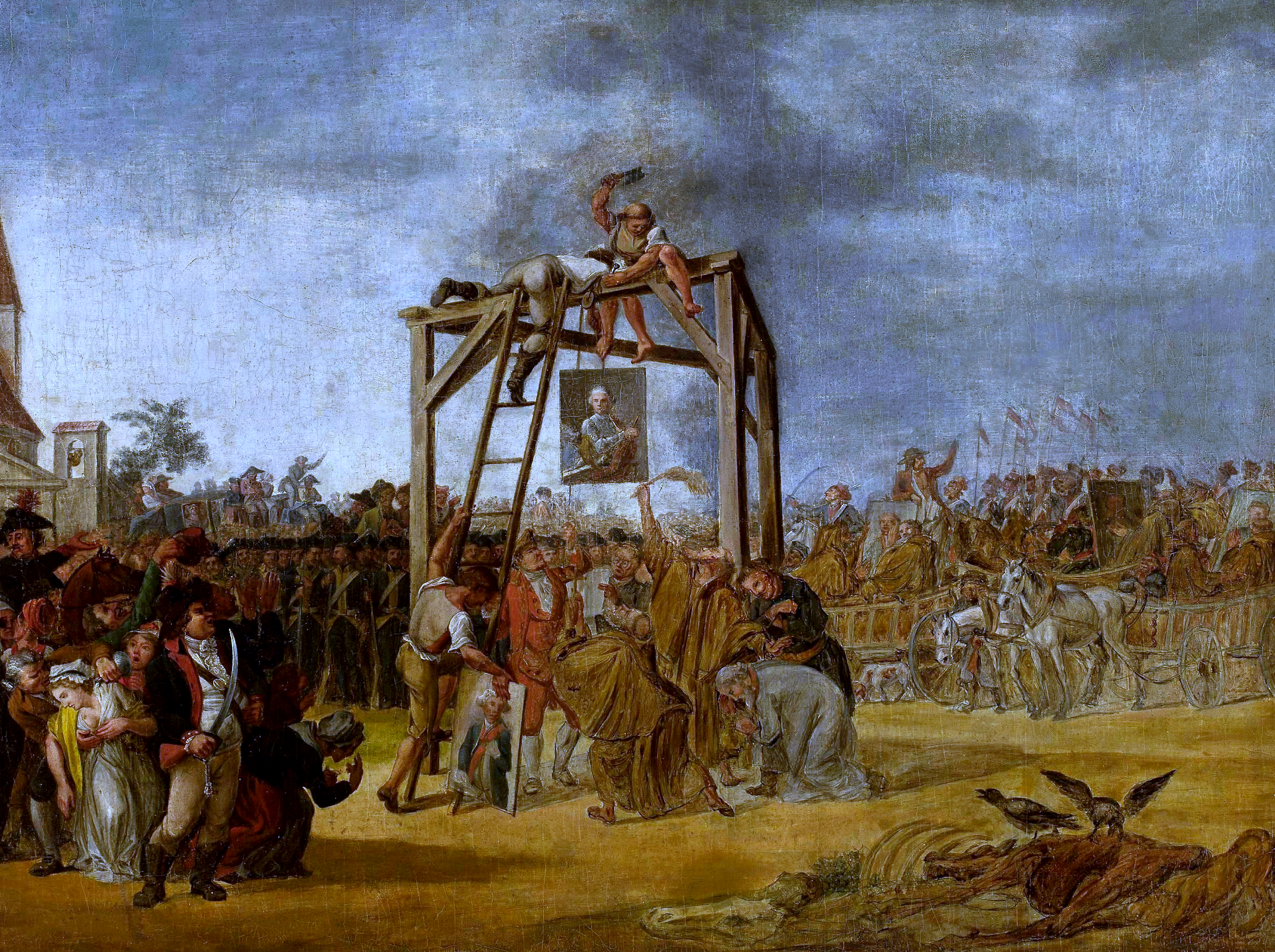
「ワルシャワの古市場町での反逆者の処刑」（ジャン＝ピエール・ノルブラン・ド・ラ・グルデーヌ画）

国内からの反抗もあり、5月3日憲法はなかなか施行に至らなかった。フランチシェク・クサヴェリ・ブラニツキ、スタニスワフ・シュチェンスヌィ・ポトツキ、セヴェリン・ジェヴスキ、シモン・マルチン・コッサコフスキ、ユゼフ・コッサコフスキら反対派のマグナートは、自らの特権を守るためにロシアのエカチェリーナ2世に介入を要請した。例えば30年前のレプニン・セイムでロシアの圧力により成立した特権法の枢機卿法などは、5月3日憲法で廃止されることになっていた。こうした親露派のマグナートは、1792年4月27日にサンクトペテルブルクでタルゴヴィツァ連盟を結成した。彼らは新憲法を「パリで起こった致命的な諸事件」により「民主主義の考えに感染した」ものだとして批判した。また「議会は……すべての基本的な法律を破壊し、貴族の持つすべての自由を取り払い、1791年5月3日には革命と陰謀の場となってしまった」と主張した。タルゴヴィツァ連盟はこの「革命」を克服することを目的とした。自分たちは「国家の人々によく敬意を払い、いつも救いの手を差し伸べてくれる」「優れた公正な女帝であり、隣人であり同盟者であるエカチェリーナ2世を信用するほかはない」とした。すなわち、タルゴヴィツァ連盟はエカチェリーナ2世にポーランドへの軍事介入を要請したのである。1792年5月18日、ロシアの使節ヤーコフ・ブルガーコフがポーランド外務大臣ヨアヒム・フレプトヴィチに宣戦布告を伝えた。同日にロシア軍はポーランド・リトアニアへの侵攻を開始し、ポーランド・ロシア戦争が勃発した。この戦争は特に決定的な戦闘もなく、外交的な妥協でことが済むことを望んだポーランド王スタニスワフ2世アウグストが降伏したことで終結した。
スタニスワフ2世アウグストが外交努力にかけた望みはたちまち打ち破られた。1793年秋に開かれたグロドノ・セイムの議員たちはロシア軍に買収されるか脅迫されていた。11月23日、 セイムは5月3日憲法の撤廃と第二次ポーランド分割を受け入れさせられた。ロシアは25万平方キロメートル、プロイセンは5万8,000平方キロメートルもの新領土を獲得した。これにより、ポーランド・リトアニア共和国の人口は1772年の第一次分割前のわずか3分の1にまで減少した。その残存部にもロシア軍が駐留し、独立国とは言い難い状態になった。これはタルゴヴィツァ連盟のマグナートが自分たちの特権を守るために起こした行動の結果だったが、今や彼らの行動は大多数のポーランド人民から大逆罪にあたる大罪だとみなされていた。

### 不満の増大
ポーランド軍の大部分はこの降伏に大いに不満だった。タデウシュ・コシチュシュコやユゼフ・ポニャトフスキなど多くの将軍が王の決断を批判した。戦争に敗れたポーランド・リトアニア共和国は軍を約3万6000人まで減らされた。さらに1794年、ロシアが1万5000人規模への軍縮を要求してきた。こうした状況でポーランド軍に蓄積した不満が、反乱勃発のきっかけの一つとなった。
特に戦争でまだ敗北を喫していなかったコシチュシュコにとって、王の降伏は梯子を外されたも同然だった。1792年9月半ばまでに彼は職を辞し、10月前半にワルシャワをも離れた。コシチュシコはライプツィヒに移住した。ここには彼以外にも政府を離れた有力なポーランド軍人や政治家たちが集まっていた。間もなくコシチュシュコらは、ロシアのポーランド支配を覆すべく反乱の準備を始めた。既にイグナツィ・ポトツキやフーゴ・コウォンタイら政治家のグループが同様の反乱計画を練り始めており、1793年の春にはイグナツィ・ジアウィンスキらも合流して大きな勢力となっていた。イグナツィ・ポトツキらは以前から反乱を計画していたが、コシチュシュコが計画に加わったことは彼らにとって何よりありがたいことだった。コシチュシュコは全ポーランドで人望が厚く広く人気があったからである。
1793年8月にコシチュシュコがライプツィヒに戻った際、彼は仲間たちに反乱決行を求められたが、三国を相手取った反乱は勝算が薄いと考え迷っていた。9月に彼は密かに国境を越えてポーランドに戻り、ユゼフ・ヴォジツキら意の通じた高級軍人たちに会った。ポーランドでの反乱計画の進捗が遅れていることを知ったコシチュシュコは決起の延期を決め、イタリアに旅立った。しかし、ポーランドでは彼の予想を上回る速度で状況が変化していた。ロシアとプロイセンの圧力でポーランド軍がさらに縮小されることになり、しかもこの軍縮でポーランド軍を離れた部隊がそのままロシア軍に編入されることになったのである。さらに1794年3月には、ワルシャワで反ロシア革命派の摘発が始まり、多くのポーランドの政治家や軍人が逮捕された。蜂起の前倒しを決断せざるを得なくなったコシチュシュコは急遽帰国し、1794年3月15日にクラクフに到着した。
1794年3月12日、第1ヴィエルコポルスカ国民騎兵旅団（1500人）長のアントニ・マダリンスキは復員命令を拒否し、オストロウェンカからクラクフに進軍した:181。これをきっかけに、ポーランド各地で反ロシア暴動が勃発した。クラクフに駐留していたロシア軍はマダリンスキ軍と対決するためにいったん撤退を命じられ、反ロシア軍は抵抗なくクラクフを奪うことに成功した。しかし、クラクフにいるロシア軍の武器を奪取するというコシチュシュコの当初の計画は潰れてしまった:181。

## 蜂起

### 初動の成功

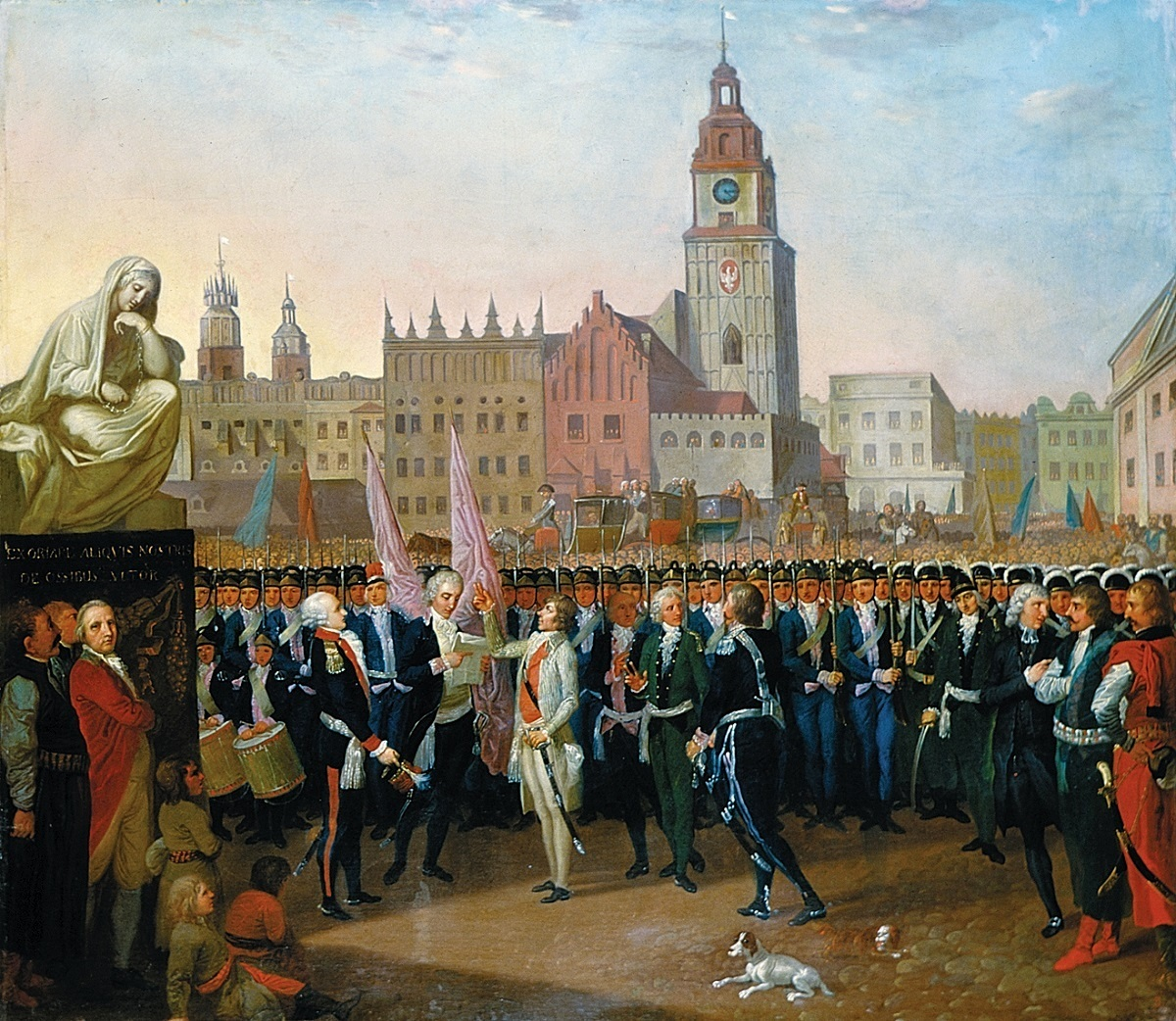
宣誓するタデウシュ・コシチュシュコ（1794年3月24日）

1794年3月24日、アメリカ独立戦争帰りにして対ロシア戦争に活躍してきた英雄タデウシュ・コシチュシュコは、コシチュシュコの宣言として知られる演説を行い、反乱の開始と全ポーランド軍の結集を宣言した:180–181。また彼は次のようにも述べた。
これらの力を、いかなる人をも抑圧するためにつかうのではなく、ポーランドの完全な国境線を防衛し、国家の独立を取り戻し、世界の自由を高めるために用いるのである。—タデウシュ・コシチュシュコ
ポーランド軍を応急的に強化するため、コシチュシュコはマウォポルスカに対し、5世帯ごとに少なくとも一人、カービン銃、パイクもしくは斧を持った男性兵士を出すよう布告した。さらにコシチュシュコのもとで、クラクフの委員会は18歳から28歳のすべての男子を徴兵した:184。この動員策で集まった兵士に対し十分な装備を与えるのが難しかったため、コシチュシュコは大鎌を持った農民たちで大規模な部隊を編成し、コスィニェシ（鎌を持つ者たち）と呼んだ:184。

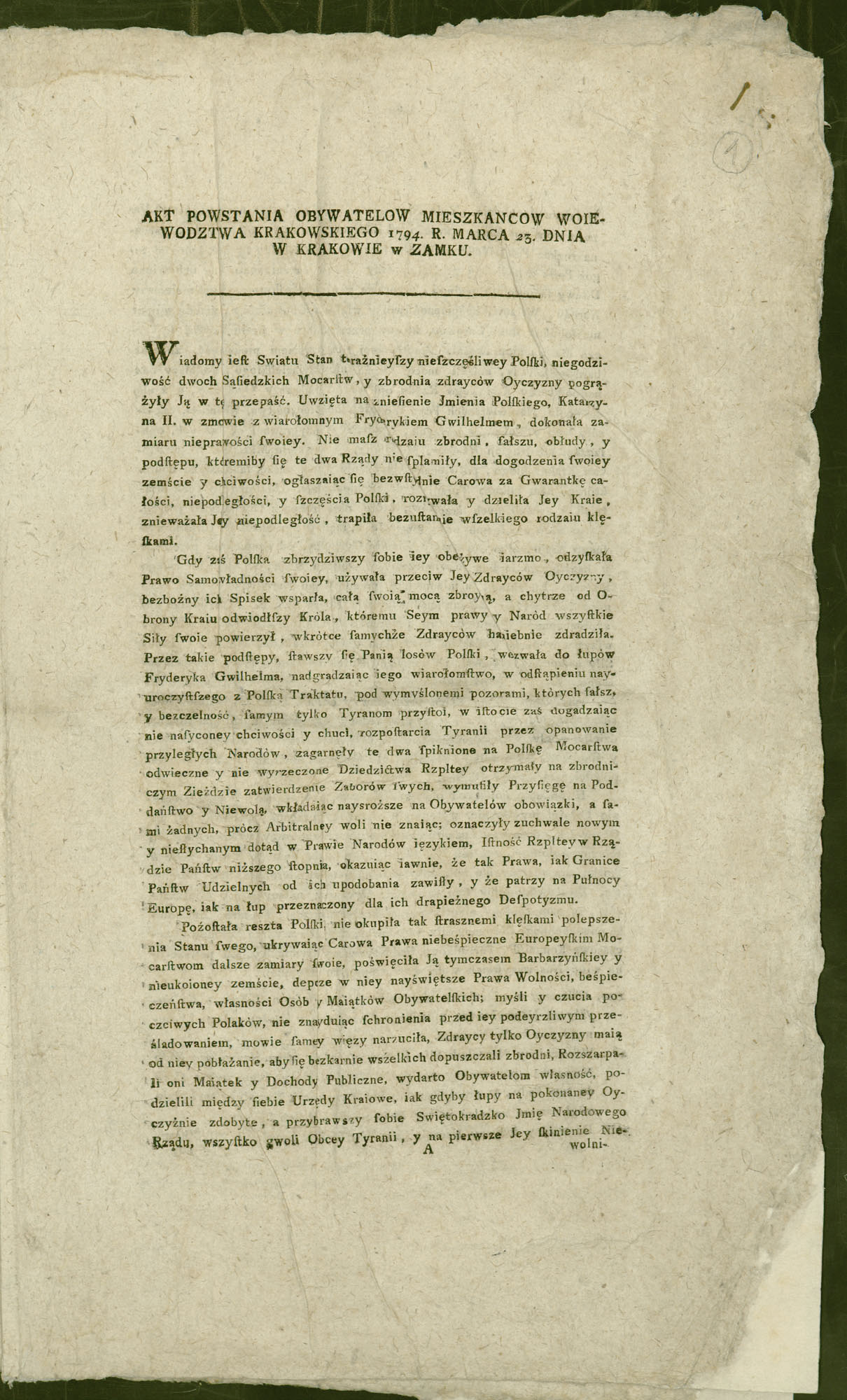
コシチュシュコの蜂起の布告（1794年3月24日）

エカチェリーナ2世は反乱が小規模なうちに早期鎮圧しようと考え、フョードル・デニソフ少将にクラクフ攻撃を命じた:184。4月4日、ラツワヴィツェ村近くで両軍が対峙した:185。このラツワヴィツェの戦いで、コシチュシュコ軍は数でも装備でも圧倒的だったロシア軍を破った。壮絶な戦闘の末に、ロシア軍は戦場を放棄して撤退した。会戦に勝利したとはいえ、コシチュシュコの軍はあまりにも小規模で、効果的に敵を追撃してマウォポルスカからロシア軍を駆逐することができなかった。そのためこの勝利の戦略的価値は無きに等しいが、ロシア軍に勝ったという知らせがポーランド中を駆け巡ったことで、他の地域から次々に人々が反乱軍に参加しに来た。4月上旬までに、ロシアに送られる予定でルブリンとヴォルィーニに集結していたポーランド軍が、コシチュシュコ軍に合流した。
4月17日、ワルシャワのロシア軍が、反乱に加担しているとみなした者の逮捕とワルシャワ内にいるスタニスワフ・モクロノフスキ元帥配下のポーランド軍の武装解除を試み、ミオドヴァの工廠を制圧した ことをきっかけに、スタニスワフ2世アウグストの優柔不断にしびれを切らしたヤン・キリンスキによるワルシャワ蜂起が勃発した。ロシア軍司令官Iosif Igelströmの無能ぶりや、蜂起の日が火曜日でちょうどロシア守備兵たちが聖餐のため教会に行っていたことにも助けられ、ワルシャワ蜂起の初動は成功した。一般市民の支持と支援もとりつけた反乱軍はロシア軍に多方面から奇襲を仕掛け、また蜂起の波がワルシャワ全体に広がっていった。2日にわたる戦闘の後、当初5000人いたロシア守備兵は2000人から40000人の損害を出してワルシャワから撤退した:188。4月23日にはヴィリニュスでもヤクプ・ヤシンスキらが蜂起し、同様の蜂起が旧ポーランド・リトアニア共和国の諸都市で次々と発生した:188。一方で、復活祭に参加していた非武装のロシア兵が虐殺されたことについて、ロシア側は「人道に対する罪」と非難し、後のプラガの戦いの際のワルシャワ市民に対する報復虐殺に繋がった。

### 兵力不足と第一次ワルシャワ包囲

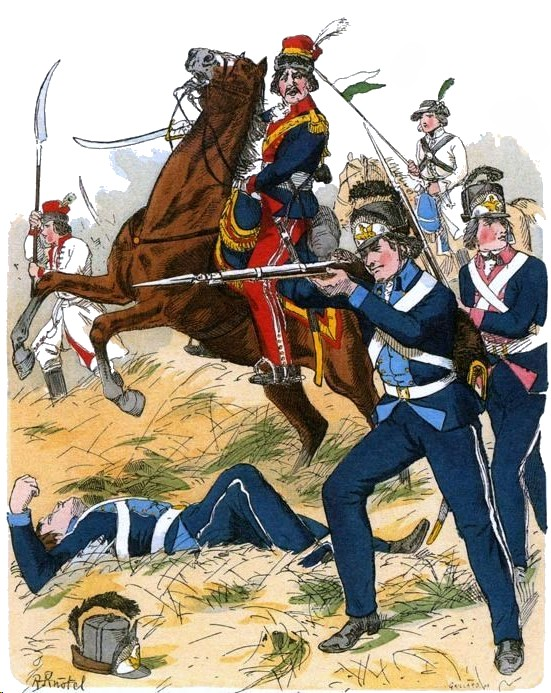
ポーランド反乱軍

5月7日、コシチュシュコはポワニェツ宣言を発し、ポーランドにおける部分的な農奴解放を行い、全農民に自由権を与えた:190。彼の新法は各地の貴族の抵抗を受け、完全に施行されることはなかったが、それでも農民たちを革命戦争への参加に駆り立てるには十分だった。この時、それまでは国王選挙権のあるシュラフタ以上の貴族を指していた「国民」の範囲が、ポーランドで初めて農民まで包括した概念へ広がった。
こうした極端な新兵編成や改革の約束によって数が増えたとはいえ、いまだポーランド軍の兵力はわずか6000人の農民兵と騎兵、9000人の兵士に過ぎず、敵と比べて致命的に少数であることは否めなかった:194。コシチュシュコの動きを危険視したプロイセンはポーランド・プロイセン同盟を破り、5月10日にフランシス・ファフラト率いる1万7500人のプロイセン軍が越境し、北ポーランドにいた9000人のロシア軍に合流した:194。6月6日、コシチュシュコはシュチェコチニの戦いでロシア・プロイセン連合軍に敗れ、8日にはヘウムの戦いでユゼフ・ザヨンチェク将軍がロシア軍に敗れた。ポーランド軍はワルシャワに撤退し、コシチュシュコの指揮の元で街の防備を固め、1万6000人の兵士、1万8000人の農民、1マン50000人の市民が立て籠もった:197。6月15日、プロイセン軍がクラクフを抵抗を受けず占領した:195。7月13日、イヴァン・フェルセン率いる4万1000人のロシア軍とフリードリヒ・ヴィルヘルム2世率いる2万5000人のプロイセン軍がワルシャワを包囲した:197。8月20日、コシチュシュコの呼びかけに応じてユゼフ・ニェモイェフスキらがヴィエルコポルスカ（大ポーランド）で蜂起した。これに対応するためプロイセン軍がワルシャワを離れ、9月6日までにロシア軍も撤退し、ポーランド軍はこの第一次ワルシャワ包囲戦を耐え抜くことに成功した:200。

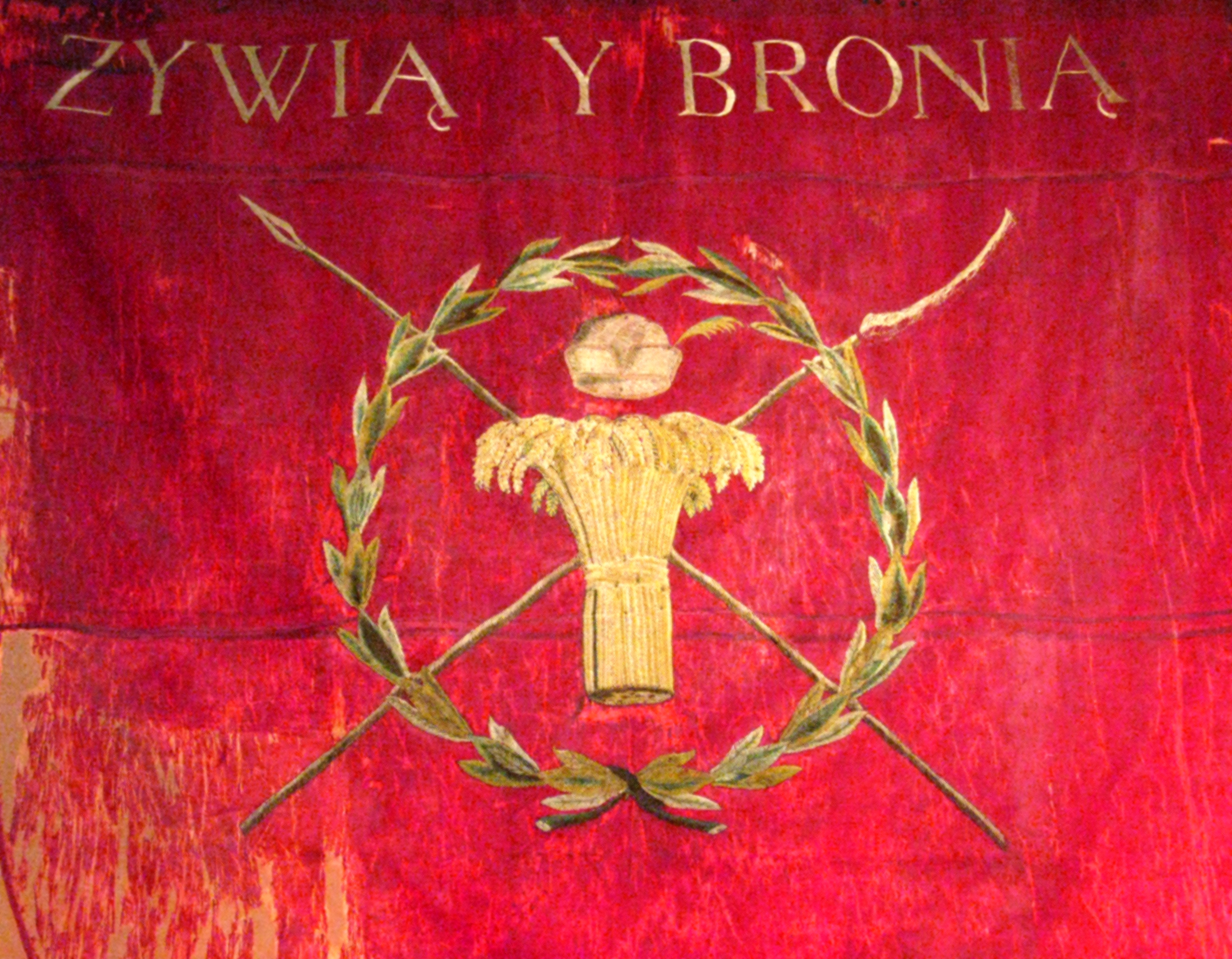
クラクフの農民兵の旗。"ZYWIA Y BRONIA"(彼らは与え、守る)という標語があしらわれている。

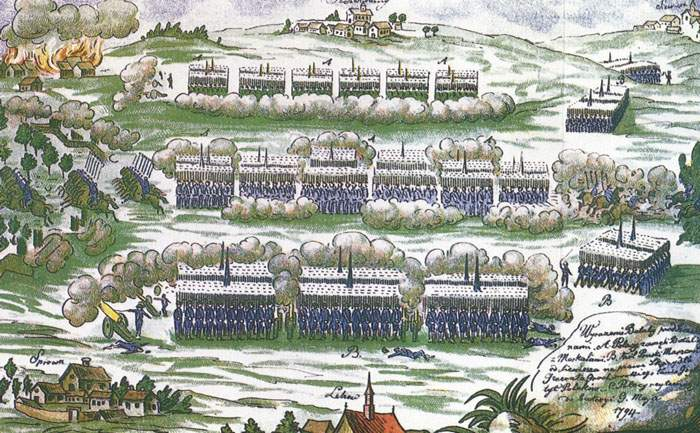
シュチェコチニの戦い（ミハウ・スタホヴィチ画）

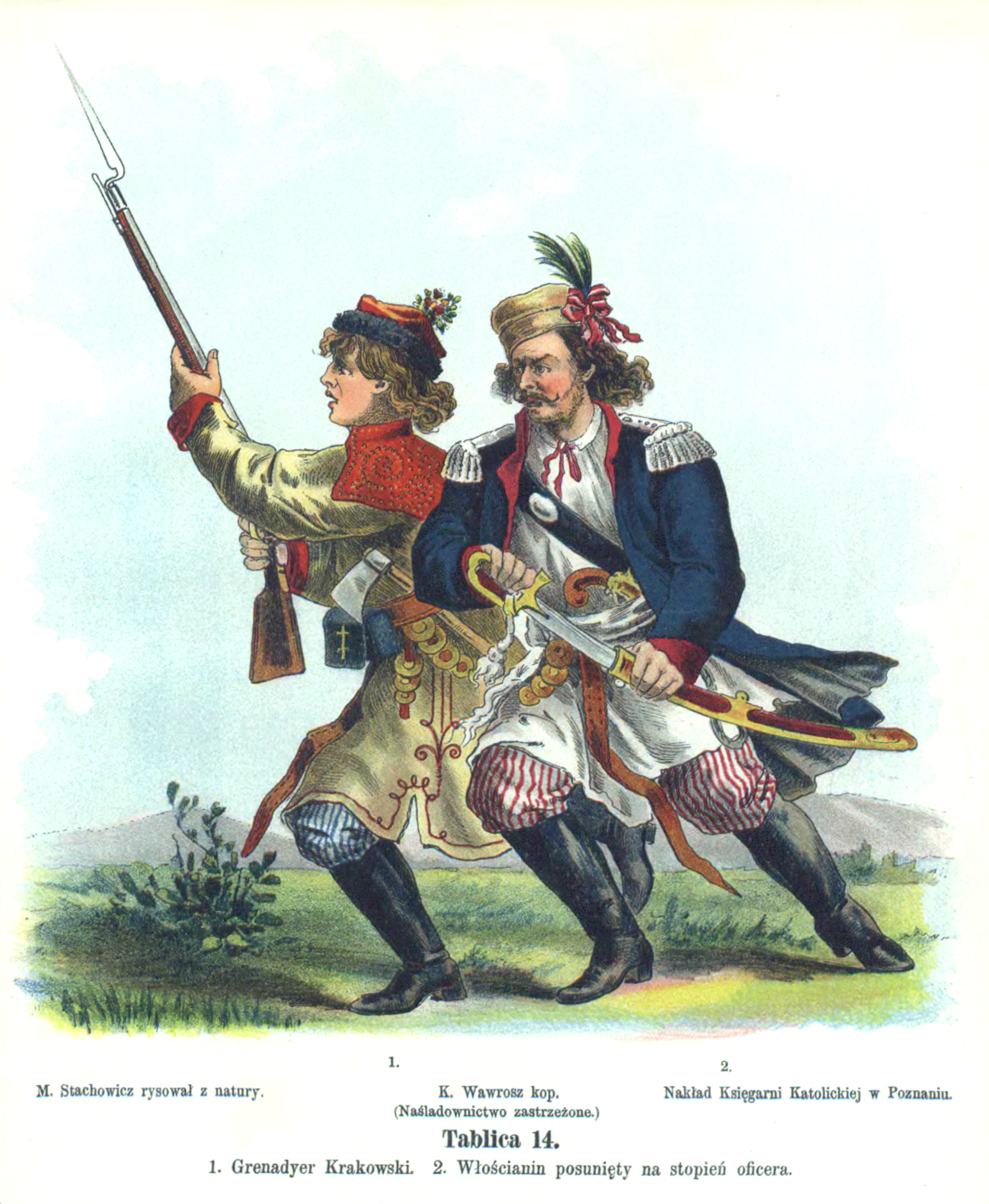
農民の服装をしたポーランド擲弾兵（1794年、クラクフ）

コシチュシュコとは別行動をとっていたリトアニアの反乱軍は8月12月にロシア軍がヴィリニュスを制圧したことで鎮圧されたが、ヴィエルコポルスカの反乱軍の方は一定の成功を収めた。ヤン・ヘンリク・ドンブロフスキ率いるポーランド軍は10月2日にブィドゴシュチュを占領し、抵抗を受けずにポメラニアに侵攻した。機動力に優れるドンブロフスキ軍はプロイセン軍との正面衝突を避けつつ、プロイセン軍の大部分を中央ポーランドから撤退させてヴィエルコポルスカに惹きつけることに成功した。しかし彼も長期間プロイセン領ポーランドに留まることはできず、中央ポーランドへ撤退してコシチュシュコの本軍と合流した。

### コシチュシュコ捕縛と敗北

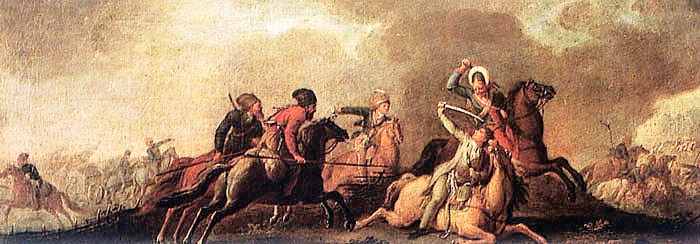
マチェヨヴィツェの戦いのコシチュシュコ（ヤン・ボグミウ・プレシュ画）

その間に、ロシアはアレクサンドル・スヴォーロフ率いる増援をワルシャワ付近にいるフェルセン軍のもとに送った:204。9月17日の クルプチツェの戦いと19日のテレスポルの戦いで勝利したロシア増援軍は、ワルシャワに向けて進軍を始めた:205。ロシア軍の合流を阻止するべく、コシチュシュコとシェラコフスキ将軍はワルシャワから2部隊5000人を率いて出撃した。10月10日、彼らはマチェヨヴィツェで1万4000人のフェルセン軍と対峙した:205–207。このマチェヨヴィツェの戦いで、コシチュシュコは負傷してロシア軍の捕虜となり、サンクトペテルブルクに送られた:209。
コシチュシュコの跡を継いだトマシュ・ヴァヴジェツキは反乱軍内部の権力闘争を統御できず弱体な一部隊の指揮官に成り下がってしまい、政治的主導権はユゼフ・ザヨンチェクに握られた:210。彼もまた左派のポーランド・ジャコビン派から右派の王党派貴族にまで至る集団内の不一致に対処しなければならなかった。
増援軍との合流を果たしたロシア軍は、11月4日にワルシャワ郊外で行われたプラガの戦いでポーランド軍と衝突した。4時間に及んだ残酷な白兵戦の末、2万2000人のロシア軍はポーランド守備隊を破った。スヴォーロフは、コサック兵にワルシャワの略奪と放火を許可した。:210。このプラガ虐殺で約2万人のポーランド人が殺された:211。ザヨンチェクは負傷し、ポーランド軍を捨てて逃亡した:195。
11月16日、ヴァヴジェツキはラドシツェ付近でロシア軍に降伏し、ここにコシチュシュコの蜂起は終結した。反乱を経てポーランド国家は完全に崩壊し、翌1795年にオーストリア、ロシア、プロイセンによる第三次ポーランド分割が実施された。

## その後
コシチュシュコの蜂起の失敗の後、ポーランド国家は123年もの間、地上から姿を消した。従来のポーランドの法制度は次第に宗主各国のものに入れ替えられた。一方で、コシチュシュコの蜂起はポーランドと中欧における近代的政治運動の幕開けと考えることもできる。コシチュシュコのポワニェツ宣言を受けて、ジャコビン派はポーランド極左運動を立ち上げた。ポーランドの政治家たちは、国家消滅後も19世紀を通じてポーランド内外で活動を続けた。またポーランドに軍の大部分を縛り付けられたプロイセンはフランス革命に十分な対応をとれず、ポーランド分割三国を破ったナポレオン・ボナパルトは、衛星国ワルシャワ公国という形で形ばかりながらポーランド国家を復活させた。
ポーランドの領域が三分割されたことは、この地域の経済に破滅的な打撃を与えた。数世紀にわたって構築されてきたポーランド市場が解体され、各都市の取引関係が崩壊したためである。いくつもの銀行が倒産し、共和国時代に整備された工業中心地も閉鎖を余儀なくされるものがあった。またコシチュシュコや彼以前の改革者たちが取り組んだ農奴解放政策も放棄された。三国とも新たに獲得したポーランドの領民には重税をかけ、ポーランド人は重い負担に苦しむことになった。
教育制度でもポーランドは抑圧を受けた。1773年に設立された世界最初の教育中央省庁だった国民教育委員会は廃止された。これは絶対主義的な政府が、国内少数派のポーランド人が教育を受けて再び力を得ることを嫌ったためである。ワルシャワに大学を建設する試みもプロイセン当局に反対され、ドイツ領やロシア領ではそれぞれドイツ化、ロシア化が強制された。唯一、オーストリア領では政府によるカリキュラムへの介入が少なかった 。S・I・ニコワイェフによれば、文化的側面から見ると、ドイツやロシアの啓蒙思想が流入したことで、ポーランド文学や美術はむしろ発展した。
ポーランドの知識人は、特にロシア領においては激しく迫害され追放された。コシチュシュコを支援した数千家のシュラフタが地位と領土を奪われ、その土地はロシアの将軍やサンクトペテルブルク宮廷の皇帝側近に与えられた。これに伴い、約65万人に及ぶポーランド人農奴がロシア人の支配下に移ったと推定されている 。リトアニアやルテニアを中心に、多くの貴族が南ロシアに追放され、ここでロシア化を受けさせられた。その他の貴族もロシア当局に貴族の地位を奪われ、それまでポーランドで享受してきた特権や社会的地位を失い、軍役や統治へ関与できなくなった。一方で、ポーランド・リトアニア共和国時代にはカトリック領主の抑圧を受けてきた西ウクライナやベラルーシの正教農民は、ロシアによる支配を歓迎した。
実のところ、東ベラルーシでは正教徒は少数派で、住民の多数派は東方典礼カトリック教会に属しており、彼らが自由を手にすることはなかった。農民はコシチュシュコの名や農奴制廃止を口にするだけで鞭打ち刑を受けた。リトアニアに封土を与えられたプラトン・ズボフは、悪条件に不満を言った多くの農民を拷問して殺害したことで悪名高い。その他にも、ロシア当局は旧ポーランド領に重い徴兵制を敷き、徴兵された者はロシア帝国陸軍で極めて長期間にわたり従事しなければならなかった。とはいえ、ポーランド・リトアニア共和国時代でも農民は貴族から過酷な搾取を受けていたので、ロシアの支配下に入ったことが農民の生活にどれほどの影響があったのかという点については議論が続いている。